# 昭徳王
昭徳王（あきのりおう、1881年（明治14年）10月6日 - 1883年（明治16年）2月6日）は、日本の皇族。

## 生涯
1881年（明治14年）10月6日、伏見宮貞愛親王と同妃利子女王の第3男子として誕生。
1883年（明治16年）2月6日逝去した。

## 血縁
- 父：伏見宮貞愛親王
- 母：貞愛親王妃利子女王（有栖川宮幟仁親王第四王女）
- 兄弟：博恭王 - 邦芳王 - 昭徳王 - 禎子女王